# Benedict Wells

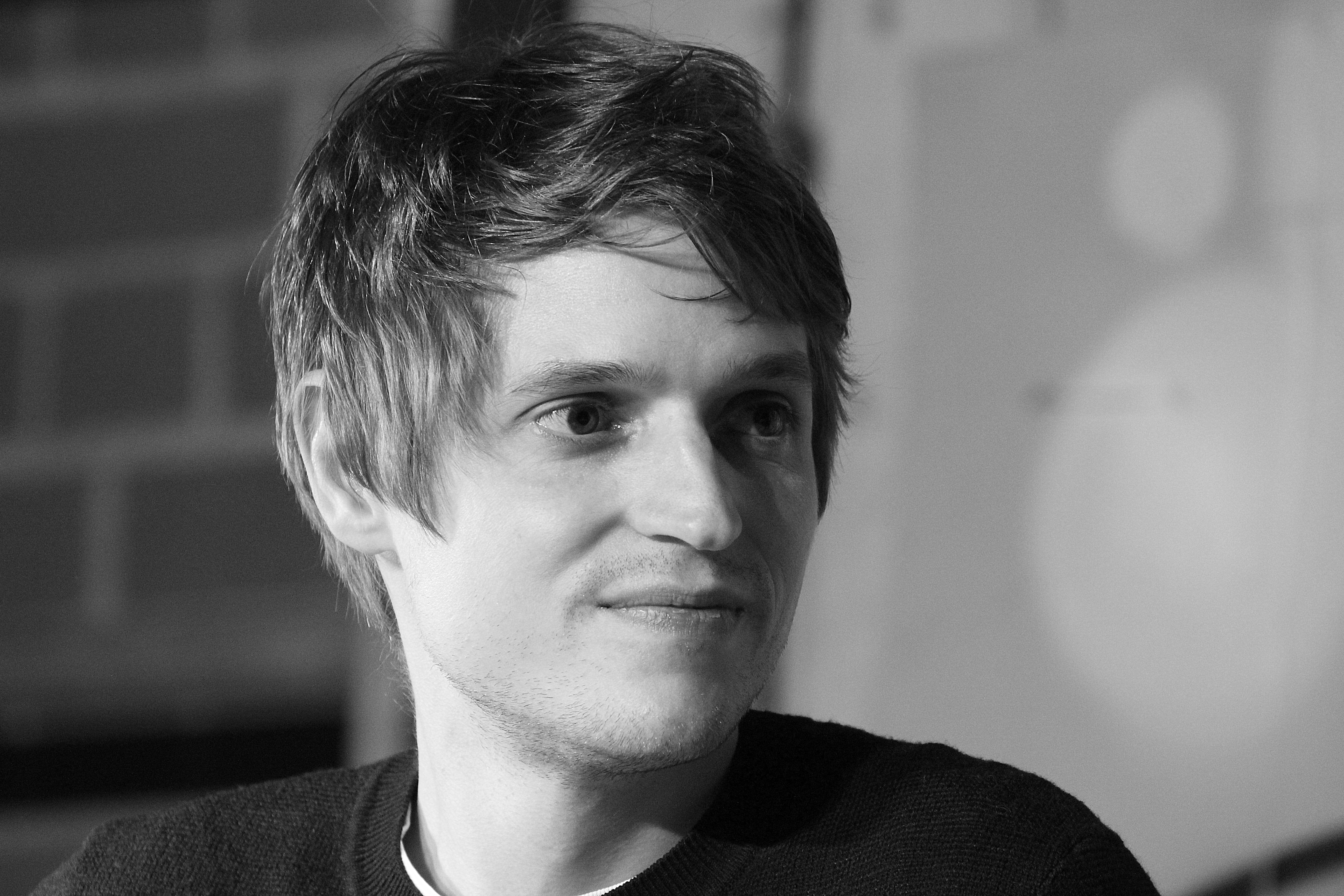
Benedict Wells, 2016

Benedict Wells (n. 29 februarie 1984, München, RFG) este un scriitor germano-elvețian.

## Biografie
La vârsta de șase ani, Wells a început la școala primară Grunertshofen. Apoi și-a petrecut zilele școlare exclusiv la internate. După absolvirea liceului în 2003, s-a mutat la Berlin, unde a decis să nu studieze și a început să scrie. El și-a câștigat existența cu diferite locuri de muncă cu jumătate de normă, potrivit editorului său Diogenes, și a lucrat și ca editor de televiziune independent.
Al doilea roman al său, Ultima vară a lui Beck, a fost publicat pentru prima dată în 2008 de Diogene și a primit o mare atenție în critica literară.  Ziarul săptămânal Die Zeit l-a numit „cel mai interesant debut al anului”.  Cartea spune povestea lui Robert Beck, un profesor și muzician la vârsta de treizeci de ani, care își regândește viața și pleacă într- o excursie la Istanbul. La 23 de ani, Wells era cel mai tânăr scriitor la Diogenes sub contract la momentul publicării romanului. 
În 2009, Wells a primit Bayerischen Kunstförderpreis.  În același an a publicat primul său roman, Spinner, pe care l-a scris când avea nouăsprezece ani. Protagonistul este Jesper Lier, în vârstă de douăzeci de ani, care se confruntă cu o săptămână plină de evenimente la Berlin. Al treilea roman al lui Wells Fast genial a intrat pe lista bestsellerurilor pe locul 6 în 2011.  Este vorba despre un băiat dintr-un mediu sărac care pleacă în căutarea tatălui său necunoscut și aparent genial.
După ce a devenit cunoscut abia după succesul celui de-al treilea roman al său și împotriva voinței sale, Wells este nepotul lui Baldur von Schirach, fiul scriitorului Richard von Schirach și fratele lui Ariadne von Schirach . Avocatul și scriitorul Ferdinand von Schirach este vărul său.  Pentru a se distanța de trecutul familiei sale și a fi independent, Wells și-a schimbat oficial numele său real, Schirach. În acest sens, numele său de familie nu este un nume de artist sau pseudonim, ci numele său oficial. El a ales numele de familie Wells ca omagiu adus personajului fictiv Homer Wells din cartea lui John Irving The Work of God and the Devil's Contribution. Romanele lui Irving au fost, de asemenea, motivul pentru care Wells a început să scrie.
În 2015 are loc adaptarea cinematografică a romanului  Becks letzter Sommer cu Christian Ulmen. 2016 a apărut al patrulea roman Von Ende der Einsamkeit, pe care Wells l-a scris timp de șapte ani.  Este vorba despre trei frați care își pierd părinții devreme într-un accident și modul în care acest eveniment îi modelează și îi schimbă pentru viața lor viitoare. La scurt timp după publicare, romanul a ajuns pe locul trei pe lista bestsellerurilor Spiegel.   Wells a fost distins cu Premiul de Literatură al Uniunii Europene pentru Von Ende der Einsamkeit.
După câțiva ani la Barcelona, Wells locuiește din nou în Berlin și Bavaria și este membru al echipei naționale de fotbal germane Autonama . Fiind fiul unei femeie din Lucerna are cetățenia germană și elvețiană.
Din martie 2019 Wells a fost sponsorul liceului Hohenschwangau în cadrul proiectului la nivel german „ Școală fără rasism - Școală cu curaj”.

## Cărți
- Becks letzter Sommer . Diogenes Verlag, Zurich 2008, ISBN 978-3-257-06676-0 .
- Spinner. Diogenes Verlag, Zurich 2009, ISBN 978-3-257-06717-0 .
- Fast genial. Diogenes Verlag, Zurich 2011, ISBN 978-3-257-06789-7 .
- Von Ende der Einsamkeit. Diogenes Verlag, Zurich 2016, ISBN 978-3257-06958-7 .
- Die Wahrheit über das Lügen: Zehn Geschichten. Diogenes Verlag, Zurich 2018, ISBN 978-3-257-07030-9 .
- Hard Land. Diogenes Verlag, Zurich 2021, ISBN 978-3-257-07148-1 .

## Romane traduse în limba română
- Sfârșitul singurătății, 2017, Editura Polirom, traducător Gabriella Eftimie, ISBN 9789734666225

## Contribuții text
- Amsterdam . În: Cartea de lectură pe plajă . Diogenes Verlag, Zurich 2011, ISBN 978-3-257-24085-6 . Și în: Fotbalul este dragostea noastră . Suhrkamp, Berlin 2011, ISBN 978-3-518-46233-1 .
- Căminul școlii primare . În: Lichterloh . Diogenes Verlag, Zurich 2016, ISBN 978-3-25724-379-6 . Și în: nelocuit . Nicolai Verlag, Berlin 2015, ISBN 978-3-89479-712-6 .
- Fotbal, Bloody Hell . În: Jocul vieții mele . Rowohlt Verlag, Reinbek lângă Hamburg 2017, ISBN 978-3-499-63254-9 .
- În prag . În: Totul pe roșu . Blumenbar Verlag, Berlin 2017, ISBN 978-3-351-05046-7 .
- Cu calea ferată transsiberiană prin Rusia . În: În companie bună . Diogenes Verlag, Zurich 2019, ISBN 978-3-257-24513-4 .
- Barcelona, un festival pentru viață . În: Sărbători periculoase - Spania . Diogenes Verlag, Zurich 2020, ISBN 978-3-257-24541-7 . Și în: zile ca aceasta . fineBooks Verlag, Berlin 2020, ISBN 978-3-948-37320-7 .

## Adaptări de film
- 2015: Becks letzter Sommerk, în regia lui Frieder Wittich

## Premii
- 2008: Premiul de artă bavareză pentru Becks vara trecută [29]
- 2016: Premiul de literatură al Uniunii Europene pentru De la sfârșitul singurătății [30]
- 2016: Premiul de carte al Fundației Ravensburger Verlag pentru De la sfârșitul singurătății [31]
- 2016: Cartea preferată a comerțului independent de carte pentru De la sfârșitul singurătății
- 2018: Premiul de literatură pentru elevi Euregio pentru De la sfârșitul singurătății [32]